# Mistrzostwa Świata w Lekkoatletyce 2019
17. IAAF Mistrzostwa Świata w Lekkoatletyce – zawody lekkoatletyczne, które odbywały się w stolicy Kataru – Dosze – pomiędzy 28 września i 6 października 2019.
Organizacją zawodów zainteresowane były trzy miasta: Doha, Barcelona oraz Eugene. W październiku 2014 roku przedstawiciele Międzynarodowego Stowarzyszenia Federacji Lekkoatletycznych (IAAF) zwizytowali miasta kandydujące do organizacji zawodów i ocenili m.in. kwestie związane z logistyką i zakwaterowaniem uczestników mistrzostw. Wśród członków delegacji IAAF był  m.in. Sebastian Coe.
Doha została wybrana organizatorem mistrzostw podczas posiedzenia Rady IAAF w Monako 18 listopada 2014. Kandydaturę stolicy Kataru do organizacji imprezy wspierali m.in. skoczek wzwyż Mutazz Isa Barszim czy dyskobol Piotr Małachowski.

## Minima kwalifikacyjne
Kwalifikacje na mistrzostwa można było uzyskać na trzy sposoby: poprzez pozycje w światowym rankingu, zwycięstwo w klasyfikacji Diamentowej Ligi 2019 a także poprzez uzyskanie odpowiedniego minimum kwalifikacyjnego. Termin uzyskiwania minimów przypadł na dni pomiędzy 7 września 2018 – 6 września 2019 (z wyjątkiem biegu na 10 000 metrów, maratonu, chodu sportowego, sztafet i wielobojów, kiedy to minima można było wypełniać od 7 marca 2018 roku do 6 września 2019 roku). W przypadku gdy liczba lekkoatletów ze wskaźnikami była mniejsza od oczekiwanej, IAAF zapraszała kolejnych zawodników na podstawie tabel światowych.

Opracowano na podstawie materiału źródłowego:
| Konkurencja                        | Kobiety         | Mężczyźni       |
| ---------------------------------- | --------------- | --------------- |
| Bieg na 100 metrów                 | 11,24           | 10,10           |
| Bieg na 200 metrów                 | 23,02           | 20,40           |
| Bieg na 400 metrów                 | 52,80           | 45,30           |
| Bieg na 800 metrów                 | 2:00,60         | 1:45,80         |
| Bieg na 1500 metrów/Bieg na milę   | 4:06,50/4:25,20 | 3:36,00/3:53,40 |
| Bieg na 5000 metrów                | 15:22,00        | 13:22,50        |
| Bieg na 10 000 metrów              | 31:50,00        | 27:40,00        |
| Maraton                            | 2:37:00         | 2:16:00         |
| Bieg na 100 metrów przez płotki    | 12,98           | –               |
| Bieg na 110 metrów przez płotki    | –               | 13,46           |
| Bieg na 400 metrów przez płotki    | 56,00           | 49,30           |
| Bieg na 3000 metrów z przeszkodami | 9:40,00         | 8:29,00         |
| Skok wzwyż                         | 1,94            | 2,30            |
| Skok o tyczce                      | 4,56            | 5,71            |
| Skok w dal                         | 6,72            | 8,17            |
| Trójskok                           | 14,20           | 16,95           |
| Pchnięcie kulą                     | 18,00           | 20,70           |
| Rzut dyskiem                       | 61,20           | 65,00           |
| Rzut młotem                        | 71,00           | 76,00           |
| Rzut oszczepem                     | 61,50           | 83,00           |
| Siedmiobój                         | 6300 pkt.       | –               |
| Dziesięciobój                      | –               | 8200 pkt.       |
| Chód na 20 kilometrów              | 1:33:30         | 1:22:30         |
| Chód na 50 kilometrów              | 4:30:00         | 3:59:00         |

## Program
Opracowano na podstawie materiału źródłowego:
| Q | Kwalifikacje | H | Eliminacje | ½ | Półfinały | F | Finał |

### Mężczyźni
| Data →                        | 27 września | 27 września | 28 września | 28 września | 29 września | 29 września | 30 września | 30 września | 1 października | 1 października | 2 października | 2 października | 3 października | 3 października | 4 października | 4 października | 5 października | 5 października | 6 października | 6 października |
| Konkurencja ↓                 | 27 września | 27 września | 28 września | 28 września | 29 września | 29 września | 30 września | 30 września | 1 października | 1 października | 2 października | 2 października | 3 października | 3 października | 4 października | 4 października | 5 października | 5 października | 6 października | 6 października |
| ----------------------------- | ----------- | ----------- | ----------- | ----------- | ----------- | ----------- | ----------- | ----------- | -------------- | -------------- | -------------- | -------------- | -------------- | -------------- | -------------- | -------------- | -------------- | -------------- | -------------- | -------------- |
| Bieg na 100 m                 | Q           | H           | ½           | F           |             |             |             |             |                |                |                |                |                |                |                |                |                |                |                |                |
| Bieg na 200 m                 |             |             |             |             | H           | H           | ½           | ½           | F              | F              |                |                |                |                |                |                |                |                |                |                |
| Bieg na 400 m                 |             |             |             |             |             |             |             |             | H              | H              | ½              | ½              |                |                | F              | F              |                |                |                |                |
| Bieg na 800 m                 |             |             | H           | H           | ½           | ½           |             |             | F              | F              |                |                |                |                |                |                |                |                |                |                |
| Bieg na 1500 m                |             |             |             |             |             |             |             |             |                |                |                |                | H              | H              | ½              | ½              |                |                | F              | F              |
| Bieg na 5000 m                | H           | H           |             |             |             |             | F           | F           |                |                |                |                |                |                |                |                |                |                |                |                |
| Bieg na 10 000 m              |             |             |             |             |             |             |             |             |                |                |                |                |                |                |                |                |                |                | F              | F              |
| Maraton                       |             |             |             |             |             |             |             |             |                |                |                |                |                |                |                |                | F              | F              |                |                |
| Bieg na 110 m przez płotki    |             |             |             |             |             |             | H           | H           |                |                | ½              | F              |                |                |                |                |                |                |                |                |
| Bieg na 400 m przez płotki    | H           | H           | ½           | ½           |             |             | F           | F           |                |                |                |                |                |                |                |                |                |                |                |                |
| Bieg na 3000 m z przeszkodami |             |             |             |             |             |             |             |             | H              | H              |                |                |                |                | F              | F              |                |                |                |                |
| Sztafeta 4 × 100 m            |             |             |             |             |             |             |             |             |                |                |                |                |                |                | H              | H              | F              | F              |                |                |
| Sztafeta 4 × 400 m            |             |             |             |             |             |             |             |             |                |                |                |                |                |                |                |                | H              | H              | F              | F              |
| Chód na 20 km                 |             |             |             |             |             |             |             |             |                |                |                |                |                |                | F              | F              |                |                |                |                |
| Chód na 50 km                 |             |             | F           | F           |             |             |             |             |                |                |                |                |                |                |                |                |                |                |                |                |
| Skok w dal                    | Q           | Q           | F           | F           |             |             |             |             |                |                |                |                |                |                |                |                |                |                |                |                |
| Trójskok                      | Q           | Q           |             |             | F           | F           |             |             |                |                |                |                |                |                |                |                |                |                |                |                |
| Skok wzwyż                    |             |             |             |             |             |             |             |             | Q              | Q              |                |                |                |                | F              | F              |                |                |                |                |
| Skok o tyczce                 |             |             | Q           | Q           |             |             |             |             | F              | F              |                |                |                |                |                |                |                |                |                |                |
| Pchnięcie kulą                |             |             |             |             |             |             |             |             |                |                |                |                | Q              | Q              |                |                | F              | F              |                |                |
| Rzut dyskiem                  |             |             | Q           | Q           |             |             | F           | F           |                |                |                |                |                |                |                |                |                |                |                |                |
| Rzut młotem                   |             |             |             |             |             |             |             |             | Q              | Q              | F              | F              |                |                |                |                |                |                |                |                |
| Rzut oszczepem                |             |             |             |             |             |             |             |             |                |                |                |                |                |                |                |                | Q              | Q              | F              | F              |
| Dziesięciobój                 |             |             |             |             |             |             |             |             |                |                | F              | F              | F              | F              |                |                |                |                |                |                |

### Kobiety
| Data                          | 27 września | 27 września | 28 września | 28 września | 29 września | 29 września | 30 września | 30 września | 1 października | 1 października | 2 października | 2 października | 3 października | 3 października | 4 października | 4 października | 5 października | 5 października | 6 października | 6 października |
| Konkurencja                   | 27 września | 27 września | 28 września | 28 września | 29 września | 29 września | 30 września | 30 września | 1 października | 1 października | 2 października | 2 października | 3 października | 3 października | 4 października | 4 października | 5 października | 5 października | 6 października | 6 października |
| ----------------------------- | ----------- | ----------- | ----------- | ----------- | ----------- | ----------- | ----------- | ----------- | -------------- | -------------- | -------------- | -------------- | -------------- | -------------- | -------------- | -------------- | -------------- | -------------- | -------------- | -------------- |
| Bieg na 100 m                 |             |             | H           | H           | ½           | F           |             |             |                |                |                |                |                |                |                |                |                |                |                |                |
| Bieg na 200 m                 |             |             |             |             |             |             | H           | H           | ½              | ½              | F              | F              |                |                |                |                |                |                |                |                |
| Bieg na 400 m                 |             |             |             |             |             |             | H           | H           | ½              | ½              |                |                | F              | F              |                |                |                |                |                |                |
| Bieg na 800 m                 | H           | H           | ½           | ½           |             |             | F           | F           |                |                |                |                |                |                |                |                |                |                |                |                |
| Bieg na 1500 m                |             |             |             |             |             |             |             |             |                |                | H              | H              | ½              | ½              |                |                | F              | F              |                |                |
| Bieg na 5000 m                |             |             |             |             |             |             |             |             |                |                | H              | H              |                |                |                |                | F              | F              |                |                |
| Bieg na 10 000 m              |             |             | F           | F           |             |             |             |             |                |                |                |                |                |                |                |                |                |                |                |                |
| Maraton                       | F           | F           |             |             |             |             |             |             |                |                |                |                |                |                |                |                |                |                |                |                |
| Bieg na 100 m przez płotki    |             |             |             |             |             |             |             |             |                |                |                |                |                |                |                |                | H              | H              | ½              | F              |
| Bieg na 400 m przez płotki    |             |             |             |             |             |             |             |             | H              | H              | ½              | ½              |                |                | F              | F              |                |                |                |                |
| Bieg na 3000 m z przeszkodami | H           | H           |             |             |             |             | F           | F           |                |                |                |                |                |                |                |                |                |                |                |                |
| Sztafeta 4 × 100 m            |             |             |             |             |             |             |             |             |                |                |                |                |                |                | H              | H              | F              | F              |                |                |
| Sztafeta 4 × 400 m            |             |             |             |             |             |             |             |             |                |                |                |                |                |                |                |                | H              | H              | F              | F              |
| Chód na 20 km                 |             |             |             |             | F           | F           |             |             |                |                |                |                |                |                |                |                |                |                |                |                |
| Chód na 50 km                 |             |             | F           | F           |             |             |             |             |                |                |                |                |                |                |                |                |                |                |                |                |
| Skok w dal                    |             |             |             |             |             |             |             |             |                |                |                |                |                |                |                |                | Q              | Q              | F              | F              |
| Trójskok                      |             |             |             |             |             |             |             |             |                |                |                |                | Q              | Q              |                |                | F              | F              |                |                |
| Skok wzwyż                    | Q           | Q           |             |             |             |             | F           | F           |                |                |                |                |                |                |                |                |                |                |                |                |
| Skok o tyczce                 | Q           | Q           |             |             | F           | F           |             |             |                |                |                |                |                |                |                |                |                |                |                |                |
| Pchnięcie kulą                |             |             |             |             |             |             |             |             |                |                | Q              | Q              | F              | F              |                |                |                |                |                |                |
| Rzut dyskiem                  |             |             |             |             |             |             |             |             |                |                | Q              | Q              |                |                | F              | F              |                |                |                |                |
| Rzut młotem                   | Q           | Q           | F           | F           |             |             |             |             |                |                |                |                |                |                |                |                |                |                |                |                |
| Rzut oszczepem                |             |             |             |             |             |             | Q           | Q           | F              | F              |                |                |                |                |                |                |                |                |                |                |
| Siedmiobój                    |             |             |             |             |             |             |             |             |                |                | F              | F              | F              | F              |                |                |                |                |                |                |

### Mieszane
| Data               | 27 września | 27 września | 28 września | 28 września | 29 września | 29 września | 30 września | 30 września | 1 października | 1 października | 2 października | 2 października | 3 października | 3 października | 4 października | 4 października | 5 października | 5 października | 6 października | 6 października |
| Konkurencja        | 27 września | 27 września | 28 września | 28 września | 29 września | 29 września | 30 września | 30 września | 1 października | 1 października | 2 października | 2 października | 3 października | 3 października | 4 października | 4 października | 5 października | 5 października | 6 października | 6 października |
| ------------------ | ----------- | ----------- | ----------- | ----------- | ----------- | ----------- | ----------- | ----------- | -------------- | -------------- | -------------- | -------------- | -------------- | -------------- | -------------- | -------------- | -------------- | -------------- | -------------- | -------------- |
| Sztafeta 4 × 400 m |             |             | H           | H           | F           | F           |             |             |                |                |                |                |                |                |                |                |                |                |                |                |

## Rezultaty
| WR (world record) – rekord świata \| CR (championship record) – rekord mistrzostw świata \| NR (national record) – rekord kraju \| AR (area record) – rekord kontynentu |
| WL (world leading) – najlepszy wynik na listach światowych w sezonie 2019 \| PB (personal best) – rekord życiowy \| SB (season’s best) – najlepszy wynik w sezonie      |

### Mężczyźni
| Konkurencja:                              | 1. miejsce | Rezultat | 2. miejsce                                                                           | Rezultat | 3. miejsce                                                                                     | Rezultat    | Źródło |
| Bieg na 100 m (szczegóły)                 | Christian Coleman | 9,76     | Justin Gatlin                                                                        | 9,89     | Andre De Grasse                                                                                | 9,90        | [ 9 ]  |
| Bieg na 200 m (szczegóły)                 | Noah Lyles | 19,83    | Andre De Grasse                                                                      | 19,95    | Álex Quiñónez                                                                                  | 19,98       | [ 10 ] |
| Bieg na 400 m (szczegóły)                 | Steven Gardiner | 43,48    | Anthony Jose Zambrano                                                                | 44,15    | Fred Kerley                                                                                    | 44,17       | [ 11 ] |
| Bieg na 800 m (szczegóły)                 | Donavan Brazier | 1:42,34  | Amel Tuka                                                                            | 1:43,47  | Ferguson Rotich                                                                                | 1:43,82     | [ 12 ] |
| Bieg na 1500 m (szczegóły)                | Timothy Cheruiyot | 3:29,26  | Taoufik Makhloufi                                                                    | 3:31,38  | Marcin Lewandowski                                                                             | 3:31,46     | [ 13 ] |
| Bieg na 5000 m (szczegóły)                | Muktar Edris | 12:58,85 | Selemon Barega                                                                       | 12:59,70 | Mohammed Ahmed                                                                                 | 13:01,11    | [ 14 ] |
| Bieg na 10 000 m (szczegóły)              | Joshua Cheptegei | 26:48,36 | Yomif Kejelcha                                                                       | 26:49,34 | Rhonex Kipruto                                                                                 | 26:50,32    | [ 15 ] |
| Maraton (szczegóły)                       | Lelisa Desisa | 2:10:40  | Mosinet Geremew                                                                      | 2:10:44  | Amos Kipruto                                                                                   | 2:10:51     | [ 16 ] |
| Bieg na 110 m przez płotki (szczegóły)    | Grant Holloway | 13,10    | Siergiej Szubienkow                                                                  | 13,15    | Pascal Martinot-Lagarde Orlando Ortega                                                         | 13,18 13,30 | [ 17 ] |
| Bieg na 400 m przez płotki (szczegóły)    | Karsten Warholm | 47,42    | Rai Benjamin                                                                         | 47,66    | Abderrahaman Samba                                                                             | 48,03       | [ 18 ] |
| Bieg na 3000 m z przeszkodami (szczegóły) | Conselsus Kipruto | 8:01,35  | Lamecha Girma                                                                        | 8:01,36  | Soufiane El Bakkali                                                                            | 8:03,76     | [ 19 ] |
| Sztafeta 4 × 100 m (szczegóły)            | USA Christian Coleman Justin Gatlin Michael Rodgers Noah Lyles Cravon Gillespie (elim.)                                          | 37,10    | Wielka Brytania Adam Gemili Zharnel Hughes Richard Kilty Nethaneel Mitchell-Blake    | 37,36    | Japonia Shūhei Tada Kirara Shiraishi Yoshihide Kiryū Abdul Hakim Sani Brown Yūki Koike (elim.) | 37,43       | [ 20 ] |
| Sztafeta 4 × 400 m (szczegóły)            | USA Fred Kerley Michael Cherry Wilbert London Rai Benjamin Tyrell Richard (elim.) Vernon Norwood (elim.) Nathan Strother (elim.) | 2:56,69  | Jamajka Akeem Bloomfield Nathon Allen Terry Thomas Demish Gaye Javon Francis (elim.) | 2:57,90  | Belgia Jonathan Sacoor Robin Vanderbemden Dylan Borlée Kévin Borlée Julien Watrin (elim.)      | 2:58,78     | [ 21 ] |
| Chód na 20 km (szczegóły)                 | Toshikazu Yamanishi | 1:26:34  | Wasilij Mizinow                                                                      | 1:26:49  | Perseus Karlström                                                                              | 1:27:00     | [ 22 ] |
| Chód na 50 km (szczegóły)                 | Yūsuke Suzuki | 4:04:20  | João Vieira                                                                          | 4:04:59  | Evan Dunfee                                                                                    | 4:05:02     | [ 23 ] |
| Skok wzwyż (szczegóły)                    | Mutazz Isa Barszim | 2,37     | Michaił Akimienko                                                                    | 2,35     | Ilja Iwaniuk                                                                                   | 2,35        | [ 24 ] |
| Skok o tyczce (szczegóły)                 | Sam Kendricks | 5,97     | Armand Duplantis                                                                     | 5,97     | Piotr Lisek                                                                                    | 5,87        |        |
| Skok w dal (szczegóły)                    | Tajay Gayle | 8,69     | Jeff Henderson                                                                       | 8,39     | Juan Miguel Echevarría                                                                         | 8,34        | [ 25 ] |
| Trójskok (szczegóły)                      | Christian Taylor | 17,92    | Will Claye                                                                           | 17,74    | Fabrice Zango                                                                                  | 17,66       | [ 26 ] |
| Pchnięcie kulą (szczegóły)                | Joe Kovacs | 22,91    | Ryan Crouser                                                                         | 22,90    | Tomas Walsh                                                                                    | 22,90       |        |
| Rzut dyskiem (szczegóły)                  | Daniel Ståhl | 67,59    | Fedrick Dacres                                                                       | 66,94    | Lukas Weißhaidinger                                                                            | 66,82       | [ 27 ] |
| Rzut młotem (szczegóły)                   | Paweł Fajdek | 80,50    | Quentin Bigot                                                                        | 78,19    | Bence Halász Wojciech Nowicki                                                                  | 78,18 77,69 |        |
| Rzut oszczepem (szczegóły)                | Anderson Peters | 86,89    | Magnus Kirt                                                                          | 86,21    | Johannes Vetter                                                                                | 85,37       |        |
| Dziesięciobój (szczegóły)                 | Niklas Kaul | 8691 pkt | Maicel Uibo                                                                          | 8604 pkt | Damian Warner                                                                                  | 8529 pkt    |        |

### Kobiety
| Konkurencja:                              | 1. miejsce | Rezultat | 2. miejsce | Rezultat   | 3. miejsce | Rezultat | Źródło |
| Bieg na 100 m (szczegóły)                 | Shelly-Ann Fraser-Pryce | 10,71    | Dina Asher-Smith | 10,83      | Marie Josée Ta Lou                                                                                                  | 10,90    | [ 28 ] |
| Bieg na 200 m (szczegóły)                 | Dina Asher-Smith | 21,88    | Brittany Brown | 22,22      | Mujinga Kambundji                                                                                                   | 22,51    | [ 29 ] |
| Bieg na 400 m (szczegóły)                 | Salwa Eid Naser | 48,14    | Shaunae Miller-Uibo | 48,37      | Shericka Jackson | 49,47    | [ 30 ] |
| Bieg na 800 m (szczegóły)                 | Halimah Nakaayi | 1:58,04  | Raevyn Rogers | 1:58,18    | Ajeé Wilson | 1:58,84  | [ 31 ] |
| Bieg na 1500 m (szczegóły)                | Sifan Hassan | 3:51,94  | Faith Kipyegon | 3:54,22    | Gudaf Tsegay | 3:54,38  | [ 32 ] |
| Bieg na 5000 m (szczegóły)                | Hellen Obiri | 14:26,72 | Margaret Kipkemboi | 14:27,49   | Konstanze Klosterhalfen                                                                                             | 14:28,43 |        |
| Bieg na 10 000 m (szczegóły)              | Sifan Hassan | 30:17,62 | Letesenbet Gidey | 30:21,23   | Agnes Tirop Chebet                                                                                                  | 30:25,20 | [ 33 ] |
| Maraton (szczegóły)                       | Ruth Chepngetich | 2:32:43  | Rose Chelimo | 2:33:46    | Helalia Johannes | 2:34:15  | [ 34 ] |
| Bieg na 3000 m z przeszkodami (szczegóły) | Beatrice Chepkoech | 8:57,84  | Emma Coburn | 9:02,35    | Gesa Felicitas Krause                                                                                               | 9:03,30  | [ 35 ] |
| Bieg na 100 m przez płotki (szczegóły)    | Nia Ali | 12,34    | Kendra Harrison | 12,46      | Danielle Williams                                                                                                   | 12,47    | [ 36 ] |
| Bieg na 400 m przez płotki (szczegóły)    | Dalilah Muhammad | 52,16    | Sydney McLaughlin | 52,23      | Rushell Clayton | 53,74    |        |
| Sztafeta 4 × 100 m (szczegóły)            | Jamajka · Natalliah Whyte · Shelly-Ann Fraser-Pryce · Jonielle Smith · Shericka Jackson · Natasha Morrison (elim.)                                                                             | 41,44    | Wielka Brytania · Asha Philip · Dina Asher-Smith · Ashlee Nelson · Daryll Neita · Imani Lansiquot (elim.)                            | 41,85      | Stany Zjednoczone · Dezerea Bryant · Teahna Daniels · Morolake Akinosun · Kiara Parker                              | 42,10    |        |
| Sztafeta 4 × 400 m (szczegóły)            | Stany Zjednoczone · Phylis Francis · Sydney McLaughlin · Dalilah Muhammad · Wadeline Jonathas · Jessica Beard (elim). · Allyson Felix (elim.) · Kendall Ellis (elim.) · Courtney Okolo (elim.) | 3:18,92  | Polska · Iga Baumgart-Witan · Patrycja Wyciszkiewicz · Małgorzata Hołub-Kowalik · Justyna Święty-Ersetic · Anna Kiełbasińska (elim.) | 3:21,89    | Jamajka · Anastasia Le-Roy · Tiffany James · Stephenie Ann McPherson · Shericka Jackson · Roneisha McGregor (elim.) | 3:22,37  | [ 37 ] |
| Chód na 20 km (szczegóły)                 | Liu Hong | 1:32:53  | Qieyang Shijie | 1:33:10    | Yang Liujing | 1:33:17  | [ 38 ] |
| Chód na 50 km (szczegóły)                 | Liang Rui | 4:23:26  | Li Maocuo | 4:26:40    | Eleonora Giorgi | 4:29:13  | [ 39 ] |
| Skok wzwyż (szczegóły)                    | Marija Łasickienie | 2,04     | Jarosława Mahuczich | 2,04 WU20R | Vashti Cunningham                                                                                                   | 2,00     | [ 40 ] |
| Skok o tyczce (szczegóły)                 | Anżelika Sidorowa | 4,95     | Sandi Morris | 4,90       | Katerina Stefanidi                                                                                                  | 4,85     | [ 41 ] |
| Skok w dal (szczegóły)                    | Malaika Mihambo | 7,30     | Maryna Bech | 6,92       | Ese Brume | 6,91     | [ 42 ] |
| Trójskok (szczegóły)                      | Yulimar Rojas | 15,37    | Shanieka Ricketts | 14,92      | Caterine Ibargüen                                                                                                   | 14,73    | [ 43 ] |
| Pchnięcie kulą (szczegóły)                | Gong Lijiao | 19,55    | Danniel Thomas-Dodd | 19,47      | Christina Schwanitz                                                                                                 | 19,17    | [ 44 ] |
| Rzut dyskiem (szczegóły)                  | Yamié Pérez | 69,17    | Denia Caballero | 68,44      | Sandra Perković | 66,72    | [ 45 ] |
| Rzut młotem (szczegóły)                   | DeAnna Price | 77,54    | Joanna Fiodorow | 76,35      | Wang Zheng | 74,76    | [ 46 ] |
| Rzut oszczepem (szczegóły)                | Kelsey-Lee Barber | 66,56    | Shiying Liu | 65,88      | Lü Huihui | 65,49    | [ 47 ] |
| Siedmiobój (szczegóły)                    | Katarina Johnson-Thompson | 6981 pkt | Nafissatou Thiam | 6677 pkt   | Verena Preiner | 6560 pkt | [ 48 ] |

### Mieszane
| Konkurencja:                   | 1. miejsce | Rezultat | 2. miejsce                                                                                           | Rezultat | 3. miejsce                                                            | Rezultat | Źródło |
| Sztafeta 4 × 400 m (szczegóły) | Stany Zjednoczone · Wil London · Allyson Felix · Courtney Okolo · Michael Cherry · Tyrell Richard (elim.) · Jessica Beard (elim.) · Jasmine Blocker (elim.) · Obi Igbokwe (elim.) | 3:09,34  | Jamajka · Nathon Allen · Roneisha McGregor · Tiffany James · Javon Francis · Janieve Russell (elim.) | 3:11,78  | Bahrajn · Musa Isah · Aminat Jamal · Salwa Eid Naser · Abbas Abu Bakr | 3:11,82  | [ 49 ] |

## Klasyfikacja medalowa
Źródło:
| Miejsce | Kraj                     | Złoto | Srebro | Brąz | Razem |
| 1.      | Stany Zjednoczone        | 14    | 11     | 4    | 29    |
| 2.      | Kenia                    | 5     | 2      | 4    | 11    |
| 3.      | Jamajka                  | 3     | 5      | 4    | 12    |
| 4.      | Chiny                    | 3     | 3      | 3    | 9     |
| 5.      | Etiopia                  | 2     | 5      | 1    | 8     |
| 6.      | Wielka Brytania          | 2     | 3      | 0    | 5     |
| 7.      | Niemcy                   | 2     | 0      | 4    | 6     |
| 8.      | Japonia                  | 2     | 0      | 1    | 3     |
| 9.      | Holandia                 | 2     | 0      | 0    | 2     |
| 9.      | Uganda                   | 2     | 0      | 0    | 2     |
| 11.     | Polska                   | 1     | 2      | 3    | 6     |
| 12.     | Bahrajn                  | 1     | 1      | 1    | 3     |
| 12.     | Kuba                     | 1     | 1      | 1    | 3     |
| 12.     | Szwecja                  | 1     | 1      | 1    | 3     |
| 15.     | Bahamy                   | 1     | 1      | 0    | 2     |
| 16.     | Katar                    | 1     | 0      | 1    | 2     |
| 17.     | Australia                | 1     | 0      | 0    | 1     |
| 17.     | Grenada                  | 1     | 0      | 0    | 1     |
| 17.     | Norwegia                 | 1     | 0      | 0    | 1     |
| 17.     | Wenezuela                | 1     | 0      | 0    | 1     |
| 21.     | Estonia                  | 0     | 2      | 0    | 2     |
| 21.     | Ukraina                  | 0     | 2      | 0    | 2     |
| 23.     | Kanada                   | 0     | 1      | 4    | 5     |
| 24.     | Belgia                   | 0     | 1      | 1    | 2     |
| 24.     | Kolumbia                 | 0     | 1      | 1    | 2     |
| 24.     | Francja                  | 0     | 1      | 1    | 2     |
| 27.     | Algieria                 | 0     | 1      | 0    | 1     |
| 27.     | Bośnia i Hercegowina     | 0     | 1      | 0    | 1     |
| 27.     | Portugalia               | 0     | 1      | 0    | 1     |
| 30.     | Austria                  | 0     | 0      | 2    | 2     |
| 31.     | Burkina Faso             | 0     | 0      | 1    | 1     |
| 31.     | Wybrzeże Kości Słoniowej | 0     | 0      | 1    | 1     |
| 31.     | Chorwacja                | 0     | 0      | 1    | 1     |
| 31.     | Ekwador                  | 0     | 0      | 1    | 1     |
| 31.     | Hiszpania                | 0     | 0      | 1    | 1     |
| 31.     | Grecja                   | 0     | 0      | 1    | 1     |
| 31.     | Węgry                    | 0     | 0      | 1    | 1     |
| 31.     | Włochy                   | 0     | 0      | 1    | 1     |
| 31.     | Maroko                   | 0     | 0      | 1    | 1     |
| 31.     | Namibia                  | 0     | 0      | 1    | 1     |
| 31.     | Nigeria                  | 0     | 0      | 1    | 1     |
| 31.     | Nowa Zelandia            | 0     | 0      | 1    | 1     |
| 31.     | Szwajcaria               | 0     | 0      | 1    | 1     |
| Razem   | Razem                    | 47    | 46     | 50   | 143   |